# Cho Soo-hyang
Cho Soo-hyang (nascida em 21 de janeiro de 1991) é uma atriz sul-coreana. Foi elogiada por sua performance na série de drama coreana Who Are You: School 2015 (2015).

## Prêmios e indicações
| Ano  | Prêmio                                        | Categoria         | Obra indicada            | Resultado |
| ---- | --------------------------------------------- | ----------------- | ------------------------ | --------- |
| 2014 | 19º Festival Internacional de Cinema de Busan | Atriz do ano      | Wild Flowers             | Venceu    |
| 2015 | 8tº Korea Drama Awards                        | Melhor nova atriz | Who Are You: School 2015 | Indicado  |
| 2015 | KBS Drama Awards                              | Melhor nova atriz | Who Are You: School 2015 | Indicado  |